# Seydelia georginae
Seydelia georginae là một loài bướm đêm thuộc phân họ Arctiinae, họ Erebidae.